# 지하경제
지하경제(地下經濟, 영어: underground economy)는 공식 통계의 범위 밖에서 이루어지고 있는 불법적인 경제를 의미한다.

## 개요
지하경제는 여러 변형이 존재한다. 그 경제 활동의 종류는 다음 5가지로 식별된다.
1. 범죄 마약(criminal drugs)
2. 불법 경제(illegal economy)
3. 보고되지 않은 경제(unreported economy)
4. 기록되지 않는 경제(unrecorded economy)
5. 비공식 경제(informal economy)

불법 경제(illegal economy)는 상업 형태에서 벗어나 법률 위반 상태에 있는 경제 활동을 의미한다. 불법 경제 참가자들은 마약 밀매 · 무기 밀매 · 매춘 등의 물품 · 서비스의 생산 · 유통 활동에 종사하고 있다.
보고되지 않은 경제(unreported economy)는 세법에 의하여 제도화된 금융 규칙을 일탈 · 회피하는 경제 활동을 의미한다.
기록되지 않는 경제(unrecorded economy)는 정부 기관이 정하는 보고 의무 제도 규칙을 회피한 형태의 경제 활동을 의미한다.
비공식 경제(informal economy)는 법률이나 행정 당국이 정하는 재산 관계·상업 면허·노동 계약·불법 행위·금융 신용 사회 보장 등의 규칙에 대해 비용 회피 및 이익이나 권리를 제외한 형태로 하는 경제 활동을 의미한다. 비공식 경제 규모는 경제 주체가 비공식적으로 실시한 활동 소득이다.